# Imaginary Cat
Imaginary Cat (tiếng Hàn: 상상고양이; Romaja: Sangsang go-yang-i) là một bộ phim truyền hình Hàn Quốc dài 8 tập với diễn viên chính Yoo Seung-ho. Nó được phát sóng trên kênh truyền hình cáp MBC Every 1, thứ ba hằng tuần lúc 20:50 (KST) từ ngày 24 tháng 11 năm 2015, đến 12 tháng 1 năm 2016.

## Nội dung
Bộ phim nói về câu chuyện của Hyun Jong-hyun, một nhân viên bán thời gian bướng bỉnh có ước mơ trở thành người viết truyện webtoon, và người bạn thân của anh, một chú mèo tên Bokgil.

## Diễn viên

### Chính
- Yoo Seung-ho vai Hyun Jong-hyun
- Han Ye-ri vai Bokgil (lồng tiếng)

### Phụ
- Cho Hye-jung vai Oh Na-woo
- Park Chul-min vai trưởng nhóm Ma Joo-im
- Lee El vai Dokgo Soon
- Kim Min-suk vai Yook Hae-gong
- Solar vai Jung Soo-in
- Kim Hyun-joon vai Park Jin-sung
- Choi Tae-hwan vai Lee Wan
- Shim Min vai Heo Gong-joo
- Jun Hun-tae

## Liên kết
- Website chính thức (tiếng Hàn)
- Imaginary Cat trên HanCinema